# Микобактерии
Микобакте́рии (лат. Mycobacterium) — род бактерий семейства Mycobacteriaceae, некоторые представители которого (например, M. tuberculosis, M. leprae) патогенны для млекопитающих.
Греческий префикс «myco-» (от др.-греч. μύκης ‘гриб’) присвоен данному таксону бактерий из-за способности многих представителей рода образовывать грибоподобный мицелий на одной из стадий развития (обычно в благоприятных условиях).

## Биологическое описание
Микобактерии — аэробны и неподвижны (исключая вид M. marinum, который демонстрирует подвижность вне макрофагов), и характеризуются кислото- и спиртоустойчивостью. Не образуют спор и капсул, и их принято считать грамположительными бактериями. Согласно недавнему исследованию была показана возможность спорообразования  у представителей M. marinum и, возможно, у M.bovis. Однако данная работа была признана спорной. Микобактерии не являются грамположительными бактериями с эмпирической точки зрения (то есть большая часть видов не прокрашивается кристаллвиолетом достаточно хорошо), но они классифицируются, как кислотоустойчивые грамположительные бактерии, в связи с отсутствием у них внешней клеточной мембраны. Все виды рода Mycobacterium характеризуются особой клеточной стенкой, более тонкой, гидрофобной, с наличием в её составе восков, и богатой миколовыми кислотами/миколатами.

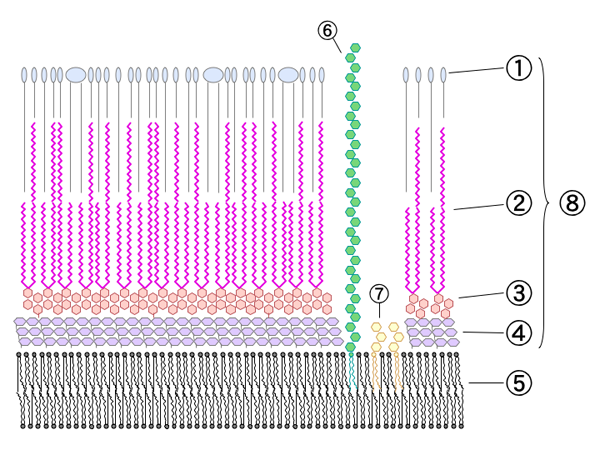
Клеточная стенка микобактерии: 1-внешние липиды, 2-миколовые кислоты, 3-полисахариды (арабиногалактан), 4-пептидогликан, 5-билипидный слой, 6-липоарабиноманнан (LAM), 7-маннозиды фосфатидилинозита, 8-клеточная стенка

Клеточная стенка, помимо гидрофобных миколатов, в значительной степени состоит из сложных полисахаридов, некоторые из которых имеют для жизнедеятельности клетки особое значение. Терминальные фрагменты липоарабиноманнана, прежде всего его маннозные радикалы, неспецифически подавляют активацию Т-лимфоцитов и лейкоцитов периферической крови животных, что приводит к нарушению иммунного ответа на микобактерии.
В ходе эволюции микобактерии выработали различные механизмы преодоления или инактивации неблагоприятных факторов внешней среды. Во-первых, это особая клеточная стенка. Во-вторых, это обширные метаболические возможности. Они способны инактивировать многие клеточные токсины и вещества (различные перекиси, альдегиды и другие), разрушающие клеточную оболочку. В-третьих, это морфологическая пластичность, заключающаяся в трансформации микобактерий (образование L-форм, дормантных клеток). По своей устойчивости, после спорообразующих бактерий, они занимают лидирующее место в домене бактерий.
Клетки сохраняют свою жизнеспособность в сухом состоянии до 3 лет. При нагревании некоторые виды микобактерий могут выдерживать температуру существенно выше 80 °С.

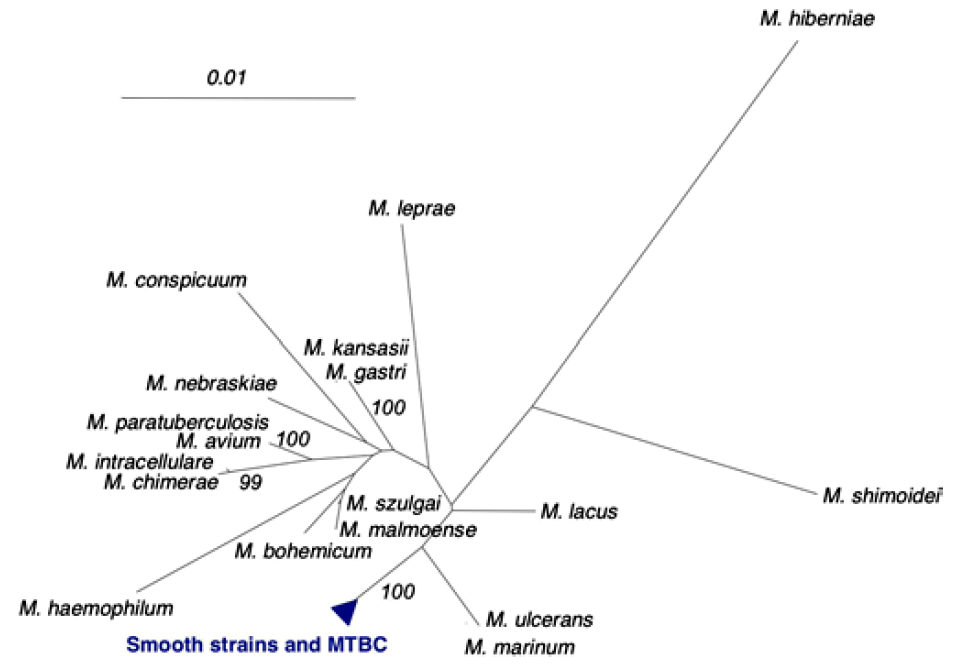
Филогенетическая позиция туберкулёзной палочки в пределах рода. Голубой треугольник свидетельствует о наличии последовательностей, идентичных или отличающихся в пределах одного нуклеотида. Последовательности ДНК рода Mycobacterium очень близки к аналогичным от микобактерий туберкулёза, которые были получены из базы данных BIBI (http://pbil.univ-lyon.fr/bibi/) и сопоставлены с результатами, полученными на 17 гладких и MTBC штаммов. Некорневые бифуркации дерева основаны на 1’325 соответствие нуклеотидной позиции гена 16S рРНК. Шкала дает попарные расстояния после коррекции Джукс-Кантора. Bootstrap support values higher than 90 % are indicated at the nodes.

Микобактерии туберкулёза устойчивы к органическим и неорганическим кислотам, щёлочам, многим окислителям, а также к ряду антисептических и дегидратирующих веществ, оказывающих губительное действие на другие патогенные микроорганизмы. Микобактерии проявляют устойчивость к воздействию спиртов и ацетона.
Отмечено, что средства на основе четвертичного аммония не проявляют антимикобактериальной активности. В определённых условиях концентрации радикалов хлора и кислорода до 0,5 % также не оказывают губительного действия на микобактерии.
Микобактерии туберкулёза нечувствительны к рассеянному солнечному свету и могут более года существовать во внешней среде без потери жизнеспособности. Коротковолновое ультрафиолетовое излучение оказывает универсальное бактерицидное действие на все микроорганизмы. Однако в реальных условиях, когда микобактерии туберкулёза находятся во взвешенном состоянии в виде клеточных агломератов с пылевыми частицами, их устойчивость к ультрафиолетовому излучению возрастает.
Уникальность и ключевая роль миколовых кислот в структурной организации и физиологии микобактерий делают их отличной мишенью для этиотропной терапии.

Размножаются делением клеток. Широко распространены в почве. Сапрофитные формы участвуют в минерализации органических остатков, некоторые окисляют парафины и другие углеводороды. Могут использоваться для борьбы с загрязнением биосферы нефтью.

### Пигментация
Согласно классификации Раньона нетуберкулёзных микобактерий на основе культуральных различий от 1959 года, по продукции пигмента колониями выделяют 4 группы микобактерий:
Фотохромогенные (Группа I)
Микобактерии, непигментированные при выращивании в темноте, но приобретающие ярко-жёлтую или жёлто-оранжевую пигментацию после выдерживания или реинкубации на свету.
- Ex: M. kansasii, M. marinum, M. simiae, M. asiaticum

Скотохромогенные (Группа II)
К этой группе относят микобактерии, образующие пигмент как в темноте, так и на свету. Скорость роста 30—60 дней.
- Ex: M. scrofulaceum, M. gordonae, M. xenopi, M. szulgai

Нефотохромогенные микобактерии (Группа III)
К этой группе относят микобактерии, не образующие пигмент или имеющие бледно-жёлтую окраску, которая не усиливается на свету. Растут в течение 2—3 или 5—6 недель.
- Ex: M. tuberculosis, M. avium, M.intra-cellulare, M. bovis, M. ulcerans
- Ex: M. chelonae

Быстрорастущие микобактерии (Группа IV)
Микобактерии, относящиеся к этой группе, характеризуются быстрым ростом (до 7—10 дней) в виде пигментных или беспигментных колоний, чаще R-формы.
- Ex: M. phlei, M. smegmatis, M. fortuitum

## Патогенные виды
Патогенные виды вызывают болезни человека (туберкулёз, лепру, микобактериозы) и животных. Всего известно 74 вида таких микобактерий. Они широко распространены в почве, воде и среди людей.
Туберкулёз у человека вызывают виды Mycobacterium tuberculosis complex: Mycobacterium tuberculosistypus (человеческий вид), Mycobacterium bovis (бычий вид) и Mycobacterium africanum (промежуточный вид), у больных СПИД — также виды Mycobacterium avium complex. Эти виды способны проникать, жить и размножаться внутри человека.
Лепру (проказу) вызывает вид Mycobacterium leprae.

## Представители рода микобактерий
По старой системе микобактерии классифицировались, в зависимости от их свойств и скорости роста на питательных средах. Однако более новая номенклатура базируется на кладистике.

### Медленно растущие

#### Микобактерии туберкулёзного комплекса (MTBC)
- Mycobacterium tuberculosis complex (MTBC) представители комплекса патогенны для человека и животных, и вызывают заболевание туберкулёз. Комплекс включает:
M. tuberculosis, наиболее опасен для человека, как возбудитель туберкулёза
M. bovis
M. bovis BCG
M. africanum
M. canetti
M. caprae
M. microti
M. pinnipedii

#### Микобактерии avium-комплекса (MAC)
Mycobacterium avium complex (MAC) — часть большой группы нетуберкулёзных микобактерий (НТМБ), виды, составляющие данный комплекс, патогенны для человека и животных, чаще вызывают диссеминированные процессы внелёгочной локализации и являлись ранее одной из основных причин смерти больных СПИДом. Комплекс включает:
- M. avium
M. avium paratuberculosis
M. avium silvaticum
M. avium «hominissuis»
M. colombiense

#### Gordonae-ветвь
- M. asiaticum
- M. gordonae

#### Kansasii-ветвь
- M. gastri
- M. kansasii

#### Нехромогенные/terrae-ветвь
- M. hiberniae
- M. nonchromogenicum
- M. terrae
- M. triviale

#### Микобактерии, продуцирующие миколактон
- M. ulcerans
- M. pseudoshottsii
- M. shottsii

#### Simiae-ветвь
- M. triplex
- M. genavense
- M. florentinum
- M. lentiflavum
- M. palustre
- M. kubicae
- M. parascrofulaceum
- M. heidelbergense
- M. interjectum
- M. simiae

#### Некатегоризированные
- M. branderi
- M. cookii
- M. celatum
- M. bohemicum
- M. haemophilum
- M. malmoense
- M. szulgai
- M. leprae, которая вызывает лепру
- M. lepraemurium
- M. lepromatosis, другая (менее распространенная) причина лепры
- M. africanum
- M. botniense
- M. chimaera
- M. conspicuum
- M. doricum
- M. farcinogenes
- M. heckeshornense
- M. intracellulare
- M. lacus
- M. marinum
- M. monacense
- M. montefiorense
- M. murale
- M. nebraskense
- M. saskatchewanense
- M. scrofulaceum
- M. shimoidei
- M. tusciae
- M. xenopi

### Со средним временем роста
- M. intermedium

### Быстро растущие

#### Сhelonae-ветвь
- M. abscessus
- M. chelonae
- M. bolletii

#### Fortuitum-ветвь
- M. fortuitum
- M. fortuitum subsp. acetamidolyticum
- M. boenickei
- M. peregrinum
- M. porcinum
- M. senegalense
- M. septicum
- M. neworleansense
- M. houstonense
- M. mucogenicum
- M. mageritense
- M. brisbanense
- M. cosmeticum

#### Parafortuitum-ветвь
- M. parafortuitum
- M. austroafricanum
- M. diernhoferi
- M. hodleri
- M. neoaurum
- M. frederiksbergense

#### Vaccae-ветвь
Согласно новой классификации уже не относится к роду Mycobacterium, а представляют собой виды, входящие в род Mycolicibacterium
- M. aurum
- M. vaccae

#### CF-ветвь
- M. chitae
- M. fallax

#### Некатегоризированные
- M. confluentis
- M. flavescens
- M. madagascariense
- M. phlei
- M. smegmatis
  - M. goodii
  - M. wolinskyi
- M. thermoresistibile
- M. gadium
- M. komossense
- M. obuense
- M. sphagni
- M. agri
- M. aichiense
- M. alvei
- M. arupense
- M. brumae
- M. canariasense
- M. chubuense
- M. conceptionense
- M. duvalii
- M. elephantis
- M. gilvum
- M. hassiacum
- M. holsaticum
- M. immunogenum
- M. massiliense
- M. moriokaense
- M. psychrotolerans
- M. pyrenivorans
- M. vanbaalenii
- M. pulveris

### Некатегоризированные
- M. arosiense
- M. aubagnense
- M. caprae
- M. chlorophenolicum
- M. fluoroanthenivorans
- M. kumamotonense
- M. novocastrense
- M. parmense
- M. phocaicum
- M. poriferae
- M. rhodesiae
- M. seoulense
- M. tokaiense